# بروکلاون، نیوجرسی
بروکلاون (به انگلیسی: Brooklawn) شهری در ایالت نیوجرسی کشور ایالات متحده آمریکا است که جمعیت آن در سرشماری سال ۲۰۱۰ میلادی، ۱٬۹۵۵ نفر بوده‌است.